# Saint-Benoît-de-Carmaux
Saint-Benoît-de-Carmaux är en kommun i departementet Tarn i regionen Occitanien i södra Frankrike. Kommunen ligger i kantonen Carmaux-Nord som tillhör arrondissementet Albi. År 2022 hade Saint-Benoît-de-Carmaux 2 059 invånare.

## Befolkningsutveckling
Antalet invånare i kommunen Saint-Benoît-de-Carmaux
| Referens: INSEE |